# Jørgen Marcussen
Jørgen Valdemar Marcussen (Hillerød, 15 maggio 1950) è un ex ciclista su strada e pistard danese.
Professionista dal 1976 al 1989, vinse la medaglia di bronzo ai campionati del mondo 1978.

## Carriera
Tra i dilettanti partecipò ai Giochi olimpici 1972 a Monaco di Baviera e ottenne alcune vittorie, tra cui quella nel Grand Prix Tell in Svizzera nel 1975. Passato al professionismo con la Furzi-Vibor nel maggio 1976, a 25 anni compiuti, nei primi anni di carriera si mise in evidenza perlopiù con piazzamenti in prove a cronometro (secondo di tappa nella cronometro di Arcore al Giro d'Italia 1976, terzo al Trofeo Baracchi 1976 e al Grand Prix des Nations 1977).
Nel 1978 concluse terzo ai campionati del mondo del Nürburgring, anticipato dalla coppia formata da Gerrie Knetemann e Francesco Moser. Nel 1980 vinse la cronometro di Pisa al Giro d'Italia, e concluse ottavo (uno dei soli 15 atleti a portare a termine la corsa) nel duro campionato del mondo a Sallanches; l'anno dopo ottenne il quarto posto generale nella Vuelta a España vinta dal suo capitano alla Inoxpran Giovanni Battaglin. 
Nelle stagioni seguenti fu capitano per piccole squadre italiane, ottenendo però pochi risultati. Nel 1986 vinse il Trofeo Matteotti a Pescara e vinse una tappa al Giro di Danimarca, ancora al Trofeo Matteotti concluse secondo nel 1988; fu anche secondo nel campionato nazionale danese del 1987. Si ritirò dall'attività professionistica nel 1989, a 39 anni.
Dopo il ritiro non abbandonò il ciclismo, che continuò a frequentare come direttore sportivo: dal 2002 al 2003 fu anche nello staff tecnico del Team CSC diretto da Bjarne Riis.

## Palmarès
- 1973 (dilettanti)

Gran Premio Ezio Del Rosso
- 1975 (dilettanti)

7ª tappa Grand Prix Tell (cronometro)
Classifica generale Grand Prix Tell
- 1976 (dilettanti)

Bologna-Raticosa
- 1980 (Inoxpran, una vittoria)

5ª tappa Giro d'Italia (Pontedera > Pisa, cronometro)
- 1986 (Murella-Fanini, due vittorie)

Trofeo Matteotti
4ª tappa Post Danmark Rundt
- 1987 (Pepsi Cola-Alba Cucine, una vittoria)

2ª prova Gran Premio Sanson

## Piazzamenti

### Grandi Giri
- Giro d'Italia

1976: 37º
1977: 88º
1979: ritirato (9ª tappa)
1980: 33º
1981: 17º
1982: 32º
- Tour de France

1979: ritirato (10ª tappa)
- Vuelta a España

1981: 4º

### Classiche monumento
- Milano-Sanremo

1977: 65º
1978: 137º
1979: 95º
1980: 116º
- Parigi-Roubaix

1978: 38º
- Liegi-Bastogne-Liegi

1978: 40º
- Giro di Lombardia

1986: 30º

### Competizioni mondiali
- Campionati del mondo

Yvoir 1975 - In linea Dilettanti: 20º
Ostuni 1976 - In linea: 17º
San Cristóbal 1977 - In linea: 27º
Nürburgring 1978 - In linea: 3º
Valkenburg 1979 - In linea: 39º
Sallanches 1980 - In linea: 8º
Praga 1981 - In linea: ritirato
Goodwood 1982 - In linea: 13º
Altenrhein 1983 - In linea: 34º
Barcellona 1984 - In linea: ritirato
Giavera del Montello 1985 - In linea: 23º
Colorado Springs 1986 - In linea: 38º
Villach 1987 - In linea: 39º
Ronse 1988 - In linea: ritirato
- Giochi olimpici

Monaco 1972 - In linea: 20º
Monaco 1972 - Cronometro a squadre: ?